# Scolopia kermodei
Scolopia kermodei är en videväxtart som beskrevs av C. E. C.Fischer. Scolopia kermodei ingår i släktet Scolopia och familjen videväxter. Utöver nominatformen finns också underarten S. k. minor.